# خنفساء بطاطس كولورادو
خنفساء البطاطا أو خُنفُساء بطاطِس كُولُورادو تعرف أيضًا باسم خنفساء كُولورادُو، حشرة متوسطة الحجم نسبيًا ذات لون أصفر مشرق مائل إلى البرتقالي مخطط بالون البني الغامق على طول الحشرة غالباً، يبلغ طولها حوالي 13ملم, اكتشفت خُنفُساء بطاطِس كُولُورادو في عام 1824 من قبل توماس ساي من العينات التي تم جمعها من جبال الروكي في جنوب غرب قارة أمريكا الشمالية. ويقال إن موطنها الأصلي هو المكسيك ولكنها إتخذت اسمها الحالي من المكان الذي وُجدت به في المنطقة التي يخترقها نهر كُولُورادُو في سلسلة جبال الروكي، وتعتبر أكثر الحشرات إضرارًا بمحصول البطاطس في أمريكا وأوروبا. تتميز أغطية جناحيها بخمسة خطوط بالون البني الغامق.

## انتشارها
عندما زُرعت البطاطس للمرة الأولى في الجزء الغربي من الولايات المتحدة الأمريكية، انتقلت خُنفُساء بطاطِس كُولُورادو من النبات الذي تتغذى به في الأصل، وهو عُشب الجاموس البري، ثم انتشرت متنقلة من حقل إلى آخر متخذة البطاطس مأوى رئيسيًا لها. وما إن حلَّ عام 1875م حتى كانت قد انتشرت إلى المناطق المطلة على المحيط الأطلسي.
ومما زاد هذا الانتشار أن إناث خُنفُساء بطاطِس كُولُورادو يمكنها وضع ما يصل إلى 800 بيضة في شكل مجموعات عنقودية على الجانب الأسفل غير المرئي من أوراق نبات البطاطس، بعد 4 إلى 15 يوم يفقس البيض وتخرج اليرقات اللينة ذات اللون البرتقالي الضارب إلى البني المحمر مع ببقع بنية داكنة على جانبيها، وتتغذى اليرقات على الأوراق الغضة للبطاطس وعُشب الجاموس البري. وبعد انقضاء عدة أسابيع من الالتهام النهم للأوراق تسقط اليرقات وتأخذ طريقها إلي باطن الأرض, تمر اليرقات بأربع مراحل للنمو تسمى كل مرحلة طوراً, تبدأ في الطور الأول بطول يقرب من 1،5 مم، وتنتهي في الطور الرابع بطول 8 ملم تقريباً. تختلف أيام كل طور اعتمادا على درجة الحرارة ونظام الضوء ونوعية الغذاء والمأوى، فقد تخرج خُنفُساء بطاطِس كُولُورادو كاملة النمو في غضون بضعة أسابيع لمواصلة دورة الحياة، وقد تدخل فترة البيات ويتأخر ظهورها حتى فصل الربيع.

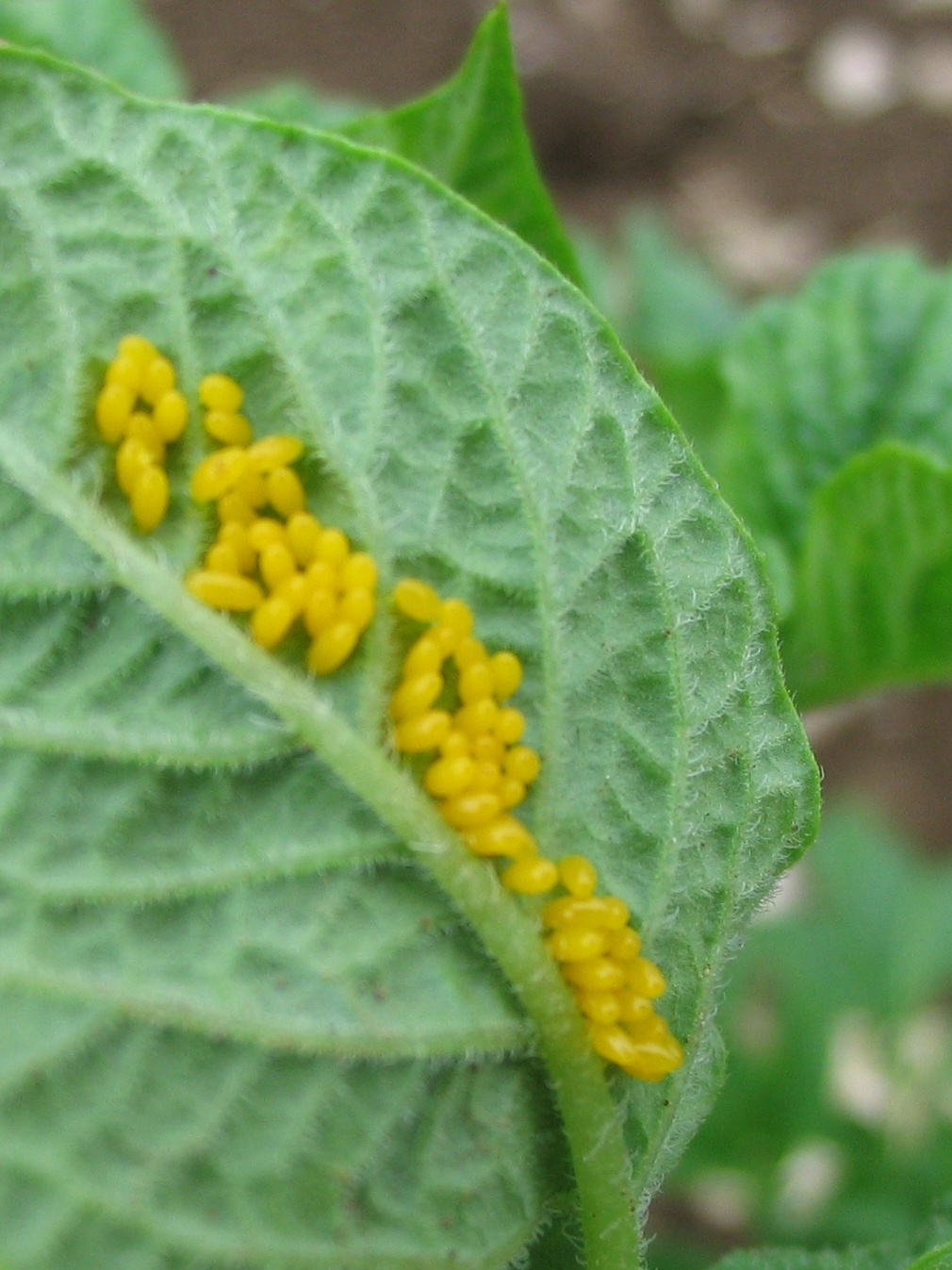
بيض خُنفُساء بطاطِس كُولُورادو

## الخسائر والأضرار
وصلت خُنفُساء بطاطِس كُولُورادو إلى أوروبا عام 1921م عندما ظهرت أول مرة في جنوب غربي فرنسا. ومنذ ذلك الحين بدأت في الانتشار في كل الاتجاهات، وتسبَّبت في خسائر فادحة في كثير من الدول كاليونان، وبولندا، وبلدان الاتحاد السوفييتي السابق. حيث إتخذت خُنفُساء بطاطِس كُولُورادو البطاطس مأوى رئيسيًا لها مما أدى إلى تلف الكثير من محصول البطاطس كما أمتد الضرر ليشمل الطماطم والباذنجان.

## مكافحة خُنفُساء بطاطِس كُولُورادو
في الوقت الحاضر استخدمت المبيدات الحشرية كوسيلة رئيسية لمكافحة خُنفُساء بطاطِس كُولُورادو في المزارع التجارية. ومع ذلك فإن الكثير من المواد الكيميائية التي استخدمت كانت غير ناجحة لمكافحة خُنفُساء بطاطِس كُولُورادو بسبب قدرتها على التطور السريع وكثرة بيضها.